# Борковський Роман Тарасович
Роман Тарасович Борковський (нар. 24 січня 1915, с. Великий Глибочок, нині Тернопільського району Тернопільської області) — український бібліотекар, громадський діяч.

## Життєпис
Навчався у Тернопільській українській гімназії (до 1930). Студіював право у Львівському університеті (1934—1937).
Закінчив Український вільний університет (УВУ, м. Мюнхен, Німеччина, 1949) та Колумбійський університет (США, 1959).
Від 1957 працював у Нью-Йоркській публічній бібліотеці, член її правління. Член УГВР, асоціації «За вільну Україну». Голова Асоціації українських бібліотекарів Америки (1956—1972).